# Trikotýn

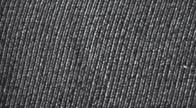
Trikotýn z 20. let 20. století

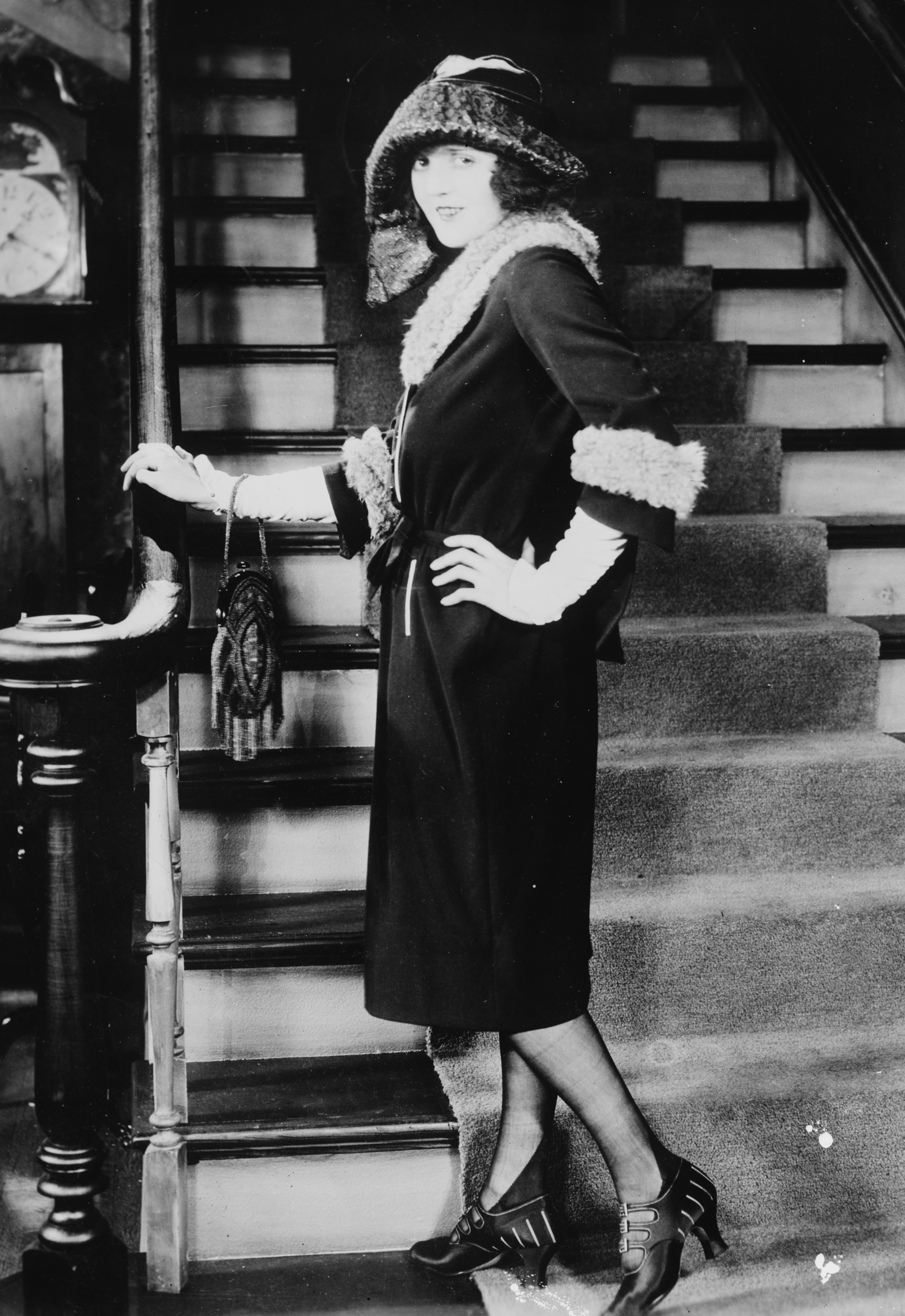
Kostým z trikotýnu (móda roku 1921)

Trikotýn (angl.: tricotine, něm.: Trikotine) je pružná tkanina s výrazným žebrováním podobná osnovní pletenině. Název je odvozen z francouzského tricot (pletenina).
Trikotýn se původně vyráběl z hedvábí, později z česané vlněné nebo směsové příze v keprové vazbě (1 : 2 nebo 1 : 3). V osnově se používá skaná voálová příze, takže zboží má poněkud zrnitý omak.
Lehčí trikotýny s hmotností 120–160 g/m2 se používají na dámské oděvy, těžší (až 530 g/m2) na pláště a na stejnokroje. Tkaniny s  lomeným keprem nazývané trikotýn-chevron se používaly např. na loden (trikoloden).